# Elsaß-Lothringische C 12
Die Fahrzeuge der Gattung C 12 waren Güterzuglokomotiven der Reichseisenbahnen in Elsaß-Lothringen. Sie lief ab 1906 unter der Bezeichnung G 2.

## Beschreibung
Mit dieser Gattung versuchte die Reichseisenbahn Elsaß-Lothringen erstmals eine Einheitslokomotive mit einheitlichen Baugrundsätzen zu beschaffen, da die bisher erworbenen Fahrzeuge aufgrund der verschiedenen benötigten Ersatzteile aufwendig in der Unterhaltung waren. Die Fahrzeuge hatten einen Innenrahmen, waagerechte Zylinder, eine Steuerung der Bauart Stephenson, einen Belpairekessel und einen großen Dampfdom. Einige der Fahrzeuge waren bis nach dem Ersten Weltkrieg im Einsatz. Die Lokomotiven erhielten Schlepptender der Bauart 2 T 9,5.